# Stellan
Stellan är ett mansnamn av germanskt ursprung. Namnet infördes till Sverige i slutet av 1500-talet genom den tyska adelssläkten von Mörner, se även ståthållare Stellan Otto von Mörner. Namnets betydelse är okänd, och det ska inte förknippas med kvinnonamnet Stella, trots dess likheter, då Stella är en sentida (1900-tal) konstruktion av det latinska ordet för stjärna. 
Den 31 december 2019 fanns det totalt 4 018 personer i Sverige med namnet, varav 1 863 med det som förstanamn/tilltalsnamn. 
År 2014 fick 29 pojkar namnet som tilltalsnamn.
Namnsdag: 14 oktober  (sedan 2001, dessförinnan 1986-2000 den 15 augusti)

## Personer med namnet Stellan
- Stellan Agerlo, skådespelare
- Stellan Arvidson, politiker (S), litteraturhistoriker, författare
- Stellan Bengtsson, bordtennisspelare, bragdmedaljör
- Stellan Bojerud, politiker (sverigedemokrat), militärhistoriker
- Stellan Flinkfeldt, UX Guru SAP
- Stellan Claësson, filmproducent
- Stellan Dahlgren, professor
- Stellan Egeland, världsmästare i motorcykelbygge
- Stellan Hagmalm
- Stellan Hermansson
- Stellan Otto von Mörner (död 1645), ståthållare och landshövding
- Stellan Mörner (1892–1989), civilingenjör
- Stellan Mörner (1896–1979), konstnär och författare
- Stellan Mörner (1915–1977), musikforskare, arkivarie och radiotjänsteman
- Stellan Mörner (1919–2003), civilekonom
- Stellan Nilsson, fotbollsspelare
- Stellan Olsson, regissör och manusförfattare
- Stellan Petreus, fiktiv person och författarens alter ego i Gustaf Hellströms romanserie
- Stellan Skantz, skådespelare
- Stellan Skarsgård, skådespelare
- Stellan Sundahl, komiker